# 木荷新離子節蜱
木荷新離子節蜱（学名：Neoleipothrix superbae）为節蜱科新離子節蜱屬下的一个种。